# Piața neagră

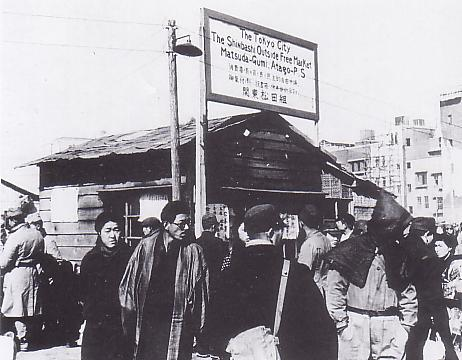
O piață neagră din Shinbashi, 1946.

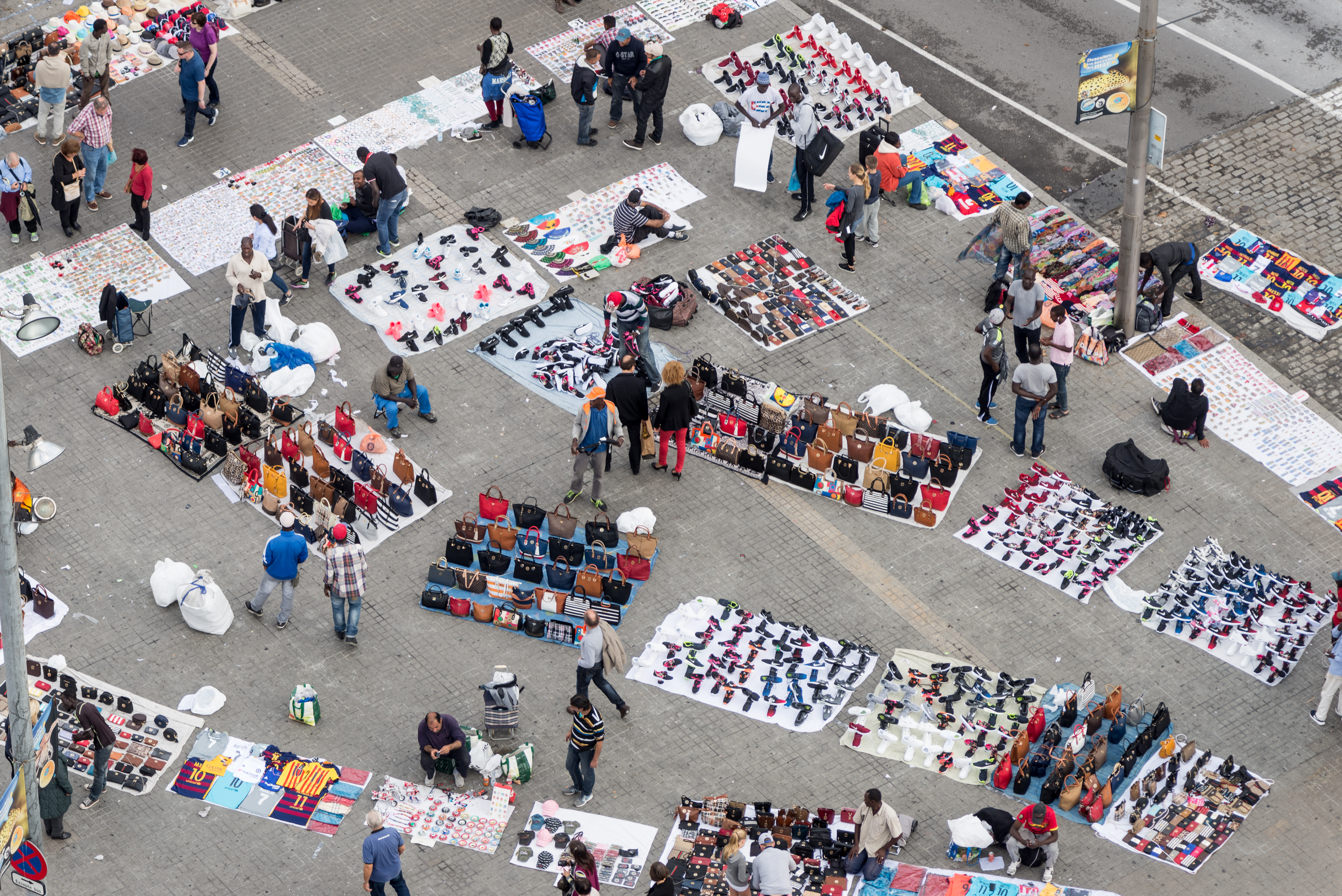
Barcelona 2015

Noțiunea de piață neagră, cunoscută și sub numele de economie subterană sau economie din umbră, poate fi definită drept o piață clandestină sau o serie de tranzacții considerate ilegale ori caracterizate de nerespectarea unui set instituțional de reguli. Dacă regula definește seria de bunuri și servicii a căror producție și distribuție este interzisă de lege, nerespectarea regulii constituie un act de comerț pe piața neagră, deoarece tranzacția în sine este ilegală. Părțile implicate în producția sau distribuția de bunuri și servicii interzise participă la economia ilegalăa unei țări. Printre exemple se numără comerțul ilegal de droguri, prostituția (în cazul în care este interzisă), tranzacțiile valutare ilegale și traficul de persoane. Încălcările codului fiscal care implică evaziunea fiscală denotă apartenența la economia nedeclarată.
Întrucât atât evaziunea fiscală, cât și participarea la o activitate pe piața neagră sunt ilegale, participanții încearcă să-și ascundă comportamentul față de guvern sau față de autoritatea de reglementare. Plata în numerar este mijlocul preferat de schimb în tranzacțiile ilegale, fiind mai greu de localizat. Printre motivele frecvente pentru care unele persoane optează să comercializeze bunuri sau servicii pe piețele negre se numără dorința de a practica comerțul ilicit sub formă de contrabandă, de a evita plata impozitelor și reglementările sau sustragerea de la controlul asupra prețurilor, respectiv raționalizarea. În general, atunci când se face referire la totalitatea unei astfel de activități, termenul este folosit cu articol hotărât, de exemplu, „piața neagră a cărnii de vânat".
Piața neagră se diferențiază atât de piața gri, în care producătorul original al mărfurilor le distribuie prin canale care, deși legale, sunt neoficiale, neautorizate sau neintenționate, cât și de piața albă, în care comercializarea este legală și oficială. 
Banii murdari reprezintă veniturile rezultate dintr-o tranzacție ilegală pentru care nu s-au plătit impozite pe venit sau alte tipuri de impozit și care pot fi justificați doar printr-o formă de spălare a banilor. Nu se poate determina amploarea sau dimensiunea economiei subterane, din cauza aspectului clandestin al acesteia.

## Context

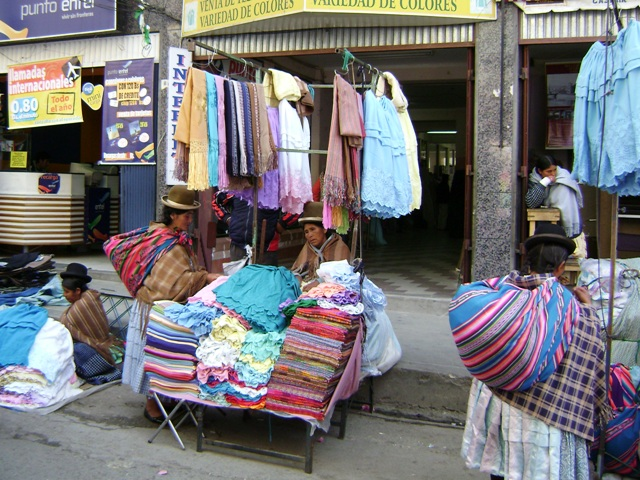
Mercado Negro, așa-numita „Piața Neagră”, în La Paz, Bolivia.

Literatura de specialitate nu a stabilit o terminologie comună și a oferit, în schimb, numeroase structuri sinonimice, printre care se numără: piața subterană, ascunsă, gri, din umbră, informală, clandestină, ilegală, neobservată, nedeclarată, neînregistrată, paralelă, neagră.
Nu există doar o singură economie subterană; există mai multe tipuri. Aceste economii subterane sunt omniprezente, existând atât în țările orientate spre piață, cât și în cele planificate de la nivel central, fie ele dezvoltate sau în curs de dezvoltare. Cei implicați în activități subterane evită, se sustrag sau sunt excluși din sistemul instituțional de reguli, drepturi, legi și sancțiuni care guvernează agenții formali, agenți care sunt implicați în producție și schimburi. În funcție de specificul regulilor instituționale pe care le încalcă, se pot distinge diverse activități subterane :
1. economia ilegală
2. economia nedeclarată
3. economia neînregistrată
4. economia informală

„Economia ilegală" constă în activități economice care se desfășoară prin încălcarea ordonanțelor legale care stabilesc scopurile formelor legitime de negoț. Oamenii care iau parte la economia ilegală produc și distribuie bunuri și servicii, cum ar fi droguri, arme, și prostituție.
„Economia nedeclarată” poate fi percepută ca fiind un tip de activitate, în cadrul căreia participanții evită sau se sustrag de la respectarea regulilor fiscale stabilite în mod instituțional,  după cum acestea sunt sistematizate în codul fiscal. O măsură succintă a economiei nedeclarate este reprezentată de valoarea veniturilor, care ar trebui raportată autorității fiscale, dar acest lucru nu se întâmplă. O măsură alternativă care ține de domeniul economiei nedeclarate  este constituită de  decalajul fiscal. Acesta poate fi definit ca diferența dintre suma veniturilor fiscale(sumă datorată autorității fiscale) și suma veniturilor efectiv colectate . În Statele Unite ale Americii , venitul nedeclarat  este estimat a fi la 2 trilioane de dolari, rezultând astfel un „decalaj fiscal” de 450-600 miliarde de dolari .
"Economia neînregistrată” este o altă formă de activitate ascunsă, în  cadrul căreia participanții se sustrag de la regulile instituționale, reguli care definesc obligațiile de raportare ale agențiilor statistice guvernamentale. O măsură succintă legată de economia nedeclarată este reprezentată de cantitatea de venituri nedeclarate, mai precis suma veniturilor care ar trebui ( cu ajutorul regulilor existente si a normelor) ținută în evidența sistemelor de contabilitate națională (de exemplu Conturi naționale de venituri și produse ), dar acest fapt nu este pus în aplicare. Venitul neînregistrat este o situație specifică țărilor aflate în tranziție, care au trecut de la un sistem de contabilitate socialist la o contabilitate națională standard a ONU .  Noi metode au fost sugerate pentru a evalua dimensiunea economiei neînregistrate( neobservabile). Cu toate acestea, încă mai există puțin consens general în ceea ce privește  dimensiunea economiilor nedeclarate ale țărilor aflate în tranzit.
"Economia informală" eludează costurile și este exclusă de la beneficiile și drepturile încorporate în regulile administrative si legale care acoperă relațiile de proprietate, licențe comerciale, contracte de muncă, prejudicii, credite financiare și sisteme de securitate socială .  O măsură succintă a economiei informale este dată de venitul produs de agenții economici care gestionează în mod neoficial . Sectorul informal este reprezentat de acea parte a economiei  care nu este impozitată, monitorizată de către Guvern, sau inclusă în produsul național brut  (PNB), spre deosebire de economia formală.  Sectorul neoficial se referă la practicarea muncii la negru în țările dezvoltate. Acest sector nu este cunoscut statului, prin intermediul taxelor, ajutorului social, sau prin intermediul aspectelor care țin de legislația muncii, însă se consideră a fi legal în anumite privințe.
Termenul de piață neagră poate fi folosit pentru a ne referi la acea parte a economiei, în cadrul căreia contrabanda este practicată la nivel global.

## Stabilirea prețurilor
Bunurile si serviciile obținute  în mod ilegal și/sau tranzacționate într-o manieră ilegală pot crește sau scădea sub prețul tranzacțiilor realizate pe piața legală.
- Ele ar putea fi mai scăzute decât prețurile legale de piață.  Furnizorul  nu trebuie sa plătească pentru costurile de producție și sau taxe.  De obicei, acest lucru se aplică în cazul economiei subterane . Infractorii  fură bunuri și le vând sub prețul legal al pieței, fără a oferi chitanță, garanție, și așa mai departe. Atunci când cineva este angajat pentru a efectua o muncă si clientul nu poate să înregistreze cheltuielile drept pierderi (în special pentru lucrări precum  renovarea casei și servicii cosmetice), clientul ar putea fi tentat să solicite un preț mai mic(de obicei, plata este efectuată în numerar) în schimbul unei sustrageri a chitanței, care îi permite furnizorului  să se sustragă de la raportarea venitului în declarația sa/sau a ei de impozit.
- Acestea ar putea fi mai piperate decât prețurile legale de pe piață.  Spre exemplu, dacă este greu să faci rost de produs sau acesta este greu de fabricat, de manevrat, este raționalizat drastic sau nu este accesibil pe cale legală, sau pur și simplu nu este disponibil deloc. Dacă negoțul este produs neregulamentar printr-un fel de sancțiune de stat, cum se aplică în cazul unor stupefiante, prețurile acestora vor tinde să crească ca urmare a acestei sancțiuni.

## Probleme întâlnite de consumatori
Consumatorii au încă motivația de a cumpăra de pe piața legală atunci când este posibil, chiar și când piața subterană oferă prețuri mai mici, deoarece:
- Aceștia pot alege să achiziționeze de bunuri și servicii de la furnizori legali, care sunt drastic verificați și mai ușor de contactat. Pe de altă parte, vânzătorii de pe piața neagră nu sunt verificați și sunt greu de tras la răspundere în cazul în care produsele sau serviciile pe care le oferă nu corespund ulterior cu așteptările avute;
- În unele jurisdicții, precum Statele Unite ale Americii,  clienții pot fi acuzați că au săvârșit fapte penale daca aceștia sunt membri ai economiei ascunse, chiar daca aceștia sunt doar consumatori[15].
- Ei pot dezvolta o antipatie morală față de fenomenul de fenomenul de marketing negru;
- În unele jurisdicții (cum ar fi Anglia și Țara Galilor), bunurile furate vor fi confiscate, chiar daca posesorii acestora nu sunt informați că acestea fuseseră furate. Cu toate că inculpații nu vor răspunde penal, își vor pierde bunurile pe care le-au achiziționat, existând șanse infime, sau chiar inexistente de a mai primi banii înapoi. Acest risc ii poate determina pe oameni să ezite să mai achiziționeze bunuri despre care aceștia au impresia că provin de pe piața subterană, deși acestea sunt de fapt autorizate (spre exemplu, articole vândute la un talcioc).

Însă, consumatorii ajung la concluzia că e mai bine să se folosească de serviciile oferite de piața neagră, în special atunci când legile guvernamentale îngreunează acest lucru, care ar fi altfel perceput drept un serviciu ambițios complet legitim. Spre exemplu, în Baltimore, mulți clienți preferă taxiurile care nu au autorizație, menționând că acestea sunt mai disponibile, la îndemână și vin la niște prețuri rezonabile.

## Bunuri comerciale si servicii
Printre activitățile economice ilegale se numără:

### Exploatarea sexuală și munca forțată
Prostituția este ilegală sau strict reglementată în multe țări. Acest fapt ilustrează economia subterană, din cauza cererii ridicate și constante din partea clienților, a salariilor relativ mari, dar și a forței de muncă intensă și slab calificată, care  atrage după sine o ofertă continuă de muncitori. Studiile arată că prostituția tinde să ia amploare mai mult în țările mai sărace și în acele zone cu un număr mare de bărbați singuri, cum ar fi în jurul bazelor militare, chiar dacă aceasta se practică la scară largă. Spre exemplu, un studiu empiric a dovedit faptul că oferta de prostituate a crescut drastic în anul 2008, în Denver și Minneapolis, când au avut loc acolo Convenția Națională Democrată și Convenția Națională Republicană.
În general, prostituatele de pe piața neagră operează cu o oarecare discreție, negociind uneori prețurile și activitățile prin vorbire codată și gesturi subtile. În țări precum Germania sau Țările de Jos, unde prostituția este permisă, dar reglementată,  unele prostituate își desfășoară activitatea în mod ilegal fără a ține cont de cerințele sau procedurile legale, precum controale medicale, standarde de cazare etc., iar prin urmare,  servicii oferite sunt mai ieftine. [necesită citare].
În alte țări, cum ar fi Nicaragua, unde prostituția legală este reglementată, se iau măsuri pentru a preveni prostituția copiilor. Spre exemplu, hotelurile pot solicita ambelor părți să se legitimeze. 

### Informații cu caracter personal
Informațiile de identificare personală, informațiile financiare, cum ar fi informațiile despre cardul de credit și contul bancar, precum și datele de ordin medical sunt cumpărate și vândute, îndeosebi pe piețele darknet. Oamenii cresc valoarea datelor furate prin îmbinarea cu date disponibile publicului și le vând iarăși pentru obținerea unui profit, sporind astfel daunele care pot fi aduse persoanelor ale căror date au fost furate.

### Droguri ilegale

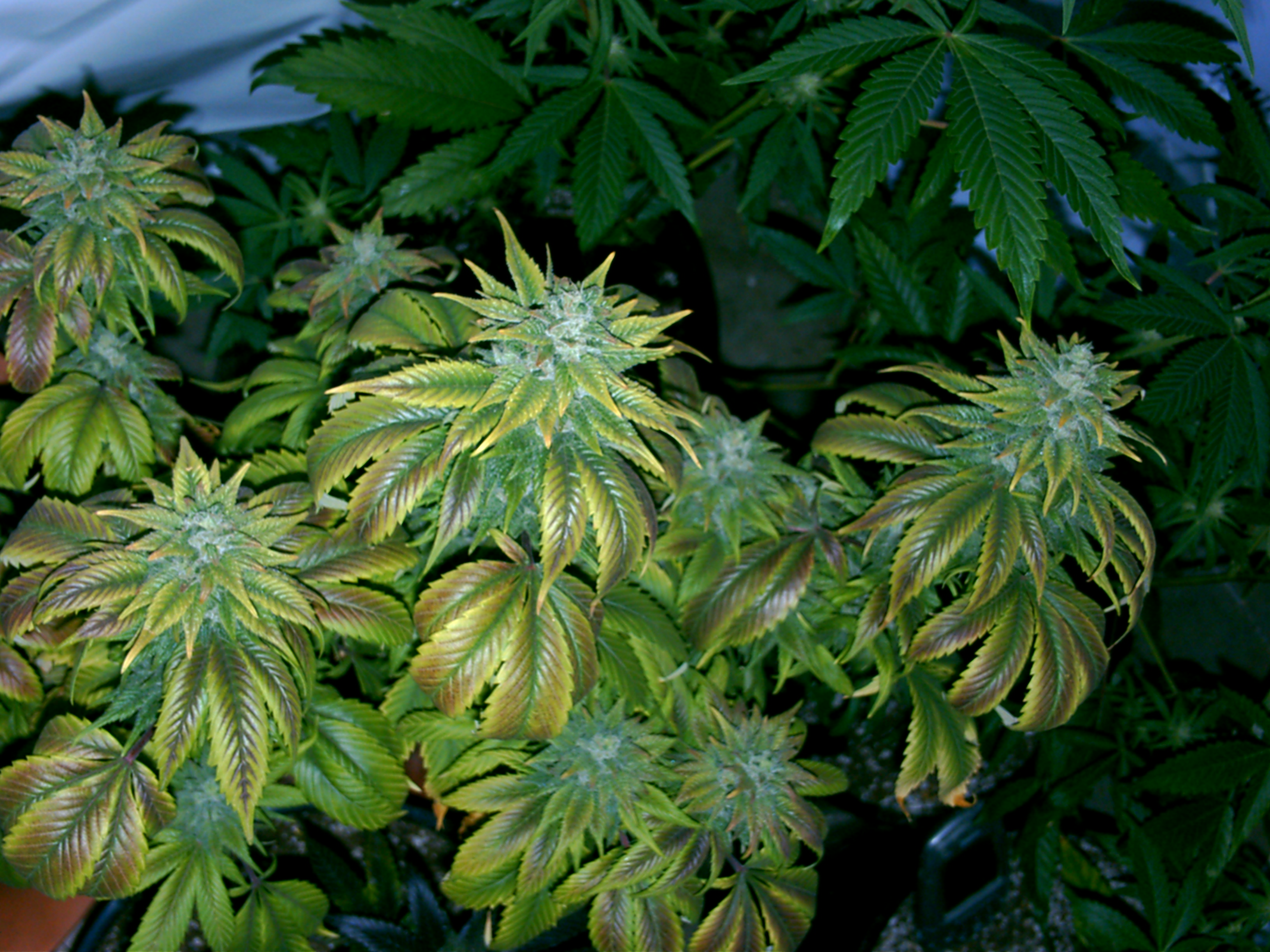
În S.U.A, canabisul a fost denumit ca și recoltă pentru profit.

De la finele secolului al XIX-lea și începutul secolului al XX-lea, multe țări au început să interzică deținerea sau utilizarea unor droguri recreative, cum ar fi în Statele Unite ale Americii unde a luat naștere războiul antidrog. Cu toate acestea, drogurile ilegale sunt consumate la scară largă și furnizate pe piața neagră . În ciuda eforturilor depuse de forțele de ordine pentru a le intercepta, furnizarea drogurilor de către grupurile criminale organizate este încurajată atât de dorința de maximizare a profitului, cât și de cererea ridicată din partea consumatorilor. Valoarea comerțului cu amănuntul a drogurilor ilegale este de 4036 de miliarde de dolari, conform Organizației Națiunilor Unite.
Cererea constantă pentru astfel de droguri și marjele mari de profit încurajează noii distribuitori să intre pe piață fără a scădea prețul de vânzare cu amănuntul, în ciuda faptului că agențiile de aplicare a legii interceptează o parte din drogurile ilegale și încarcerează sute de mii de vânzători cu ridicata și cu amănuntul. Activiștii  care militează pentru legalizarea drogurilor fac distincția între comerțul ilegal cu droguri și Prohibiția alcoolului din Statele Unite ale Americii din anii 1920, cunoscut și ca Experimentul Nobil. 

### Arme

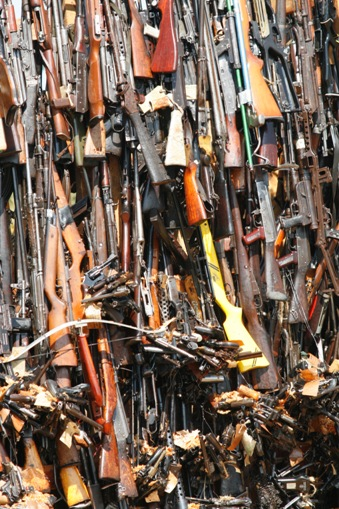
Un turn de arme de contrabandă confiscate pe cale de a fi incinerate în Nairobi, Kenya

Organele legislative din multe țări interzic sau restricționează deținerea de arme. Aceste restricții pot varia de la cuțite mici până la arme de foc, fie luate toate la un loc, fie prin clasificare (de ex. calibru, pistoale, arme automate și materiale explozive). Piața neagră oferă posibilitatea de a procura arme care nu pot fi obținute în mod legal sau pot fi obținute în mod legal numai după obținerea unor anumite permise și plata taxelor. Aceste arme pot fi obținute fie prin contrabandă din țările în care au fost cumpărate legal sau furate, fie prin sustragerea acestora de la producătorii de arme din țara respectivă, prin intermediul unor persoane infiltrate . În cazul în care economia subterană nu poate procura arme de foc, aceste persoane pot satisface cererile de arme prin producerea propriilor arme de foc. Printre persoanele care sunt dispuse să achiziționeze arme în acest fel se numără criminalii care le folosesc pentru activități ilegale, colecționarii de arme și cetățenii care respectă legea dar care doresc o armă pentru a-și proteja locuințele, familiile sau magazinele.
În Anglia și în Țara Galilor, persoanele calificate pot deține anumite categorii de arme folosite la vânătoare dar acestea trebuie înregistrate la poliția locală și păstrate într-un dulap încuiat. Printre cei care s-ar putea să achiziționeze arme de pe piața neagră se numără persoanele care nu pot trece de cerințele legale pentru înregistrare— de exemplu infractorii condamnați sau persoanele care suferă de boli mintale.

### Lemnul tăiat ilegal
Potrivit interpolului, exploatarea ilegală a lemnului pentru producția de cherestea este o industrie care valorează aproape la fel de mult ca industria farmaceutică din unele țări.

### Animale și produse de origine animală
În multe țări în curs de dezvoltare, animalele sunt luate din sălbăticie și vândute ca animale de companie. Animalele sălbatice sunt, de asemenea, vânate și ucise pentru carne, piele și organe, acestea din urmă precum și alte părți din animal sunt vândute pentru a fi folosite în medicina tradițională.
În mai multe state din Statele Unite ale Americii, legile care impun pasteurizarea laptelui au creat piețe negre pentru laptele crud, și uneori pentru brânzeturi făcute din lapte crud, care sunt legale în mai multe țări din UE, dar interzise în SUA dacă sunt maturate mai puțin de 60 de zile.

### Alcoolul

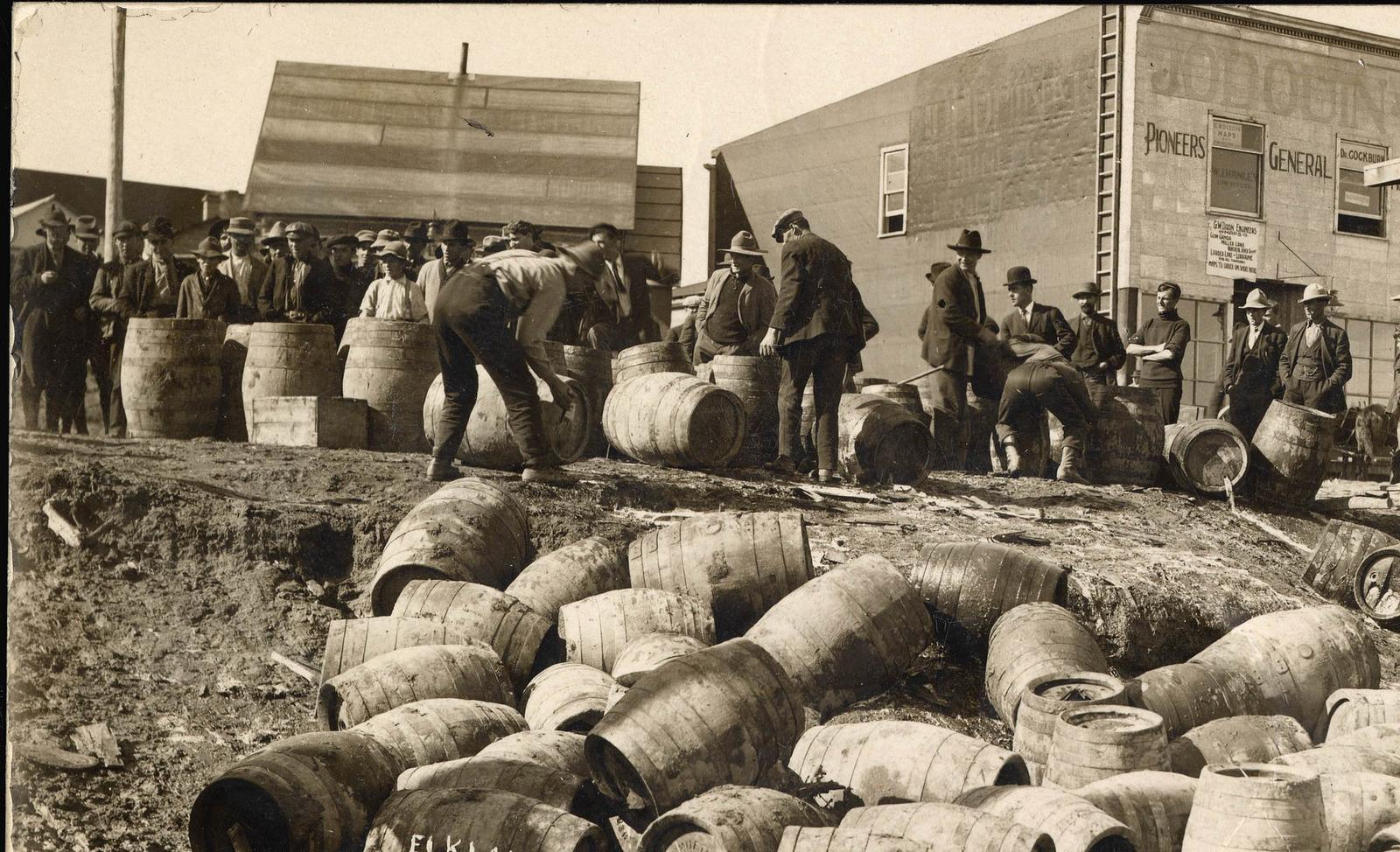
Butoaie sparte de lichior după un raid al poliției în 1925, în Lacul Elk, Ontario

Pirateria cu rom sau contrabanda cu alcool, este activitatea ilegală de a transporta (contrabandă) băuturi alcoolice în locuri în care astfel de transporturi sunt interzise prin lege. Contrabanda se face de obicei pentru a eluda impozitarea sau legile de prohibiție . Sintagma "piraterie cu rom" se folosește pentru contrabanda pe apă; iar sintagma "contrabanda cu alcool" este folosită pentru contrabanda pe uscat. Potrivit  documentarului "Prohibiția" realizat de PBS, sintagma "contrabandă cu alcool" a fost popularizată atunci când mii de locuitori din orașe importante și zone rurale au vândut băuturi alcoolice din ploști pe care le țineau în carâmb. Termenul "piraterie cu rom" a apărut cel mai probabil la începutul Prohibiției în Statele Unite (1920-1933), când vapoare din Bimini, district ce se află in partea de vest a Bahamasului, transportau rom ieftin din Caraibe în barurile clandestine⁠(d) din Florida. Prețul ieftin l-a transformat într-un produs de pe urma căruia  contrabandiștii nu obțineau un profit semnificativ așa că aceștia au trecut la contrabanda cu Whisky Canadian, șampanie franțuzească, și gin englezesc în orașe mari precum New York City și Boston, unde prețurile au crescut. Se spunea că unele nave transportau într-o singură cursă 200.000 de dolari (aproximativ 4,5 milioane de dolari în 2022 ) în produse de contrabandă.

### Produsele din tutun

#### Regatul Unit
Regatul Unit are unele dintre cele mai mari impozite din lume pe produsele din tutun și limite stricte privind cantitatea de tutun care poate fi importată fără taxe vamale din alte țări, ceea ce duce la încercări pe scară largă de a introduce în Marea Britanie tutun relativ ieftin din țările cu impozite reduse. Astfel de tentative de contrabandă variază de la turiști care ascund cantități relativ mici de tutun în bagaje până la întreprinderi la scară largă asociate cu crima organizată. Autoritățile britanice au încercat cu toate forța să detecteze și să confiște astfel de importuri ilegale și să-i condamne pe cei prinși. Cu toate acestea, s-a raportat că "27% din țigări și 68% din tutunul destinat rulării în țigarete este achiziționat de pe piața neagră".
Introducerea ilegală a unui camion plin de țigări dintr-un stat cu impozit redus din SUA  într-un alt stat cu impozite mari tot din SUA poate duce la un profit de până la 2 milioane de dolari. Deoarece traficul care traversează frontierele fiecărui stat din SUA nu este de obicei oprit sau inspectat în aceeași măsură ca la granițele internaționale ale țării, prevenirea acestui tip de contrabandă (în special fără a provoca perturbări majore comerțului interstatal) este dificilă. Statele cu impozite reduse sunt, în general, principalii producători de tutun și au fost criticate pentru reticența lor de a crește impozitele. Carolina de Nord a fost de acord în cele din urmă  să-și ridice impozitele de la 5 cenți la 35 de cenți pe pachetele de 20 de țigări, deși acest lucru rămâne mult sub media națională. La data de 2010, Carolina de Sud a refuzat să urmeze exemplul și să ridice impozitele de la șapte cenți pe pachet (cel mai mic din SUA).

### Organele biologice
În conformitate cu Organizația Mondială a Sănătății (OMS), traficul ilicit de organe are loc atunci când organele sunt scoase din organism în scopul tranzacțiilor comerciale. OMS își justifică poziția cu privire la această problemă afirmând: "Plata pentru... organe este susceptibilă de a profita în mod nedrept de grupurile cele mai sărace și mai vulnerabile, subminează donarea caritabilă și duce la activități profitabile și la trafic de persoane". S-a estimat că, în 2005,5% din toți cei care au acceptat organe s-au implicat în transplanturi comerciale de organe,în ciuda interdicțiilor. Cercetările indică faptul că traficul ilegal de organe este în creștere. Acest fapt este susținut de un raport recent  al Integrității Financiare Globale, care estimează că, în multe țări, traficul ilegal de organe generează profituri între 600 și 1,2 miliarde de dolari pe an.

### Înșelăciunea
Termenul de înșelăciune definește un serviciu oferit în mod fraudulos pentru a soluționa o problemă care, de exemplu, nu există de fapt sau care nu ar fi apărut dacă nu exista tentativa de fraudă. Problema potențială poate fi cauzată de aceeași parte care se oferă să o rezolve, deși acest fapt poate fi disimulat, cu intenția de a obține un profit continuu pentru cel care realizează înșelăciunea. Un arhetip este reprezentat de taxa de protecție, în care o persoană sau un grup (de exemplu o rețea infracțională) îi spune unui proprietar de magazin că i-ar putea proteja afacerea de potențialele daune, daune pe care aceeași persoană sau grup le-ar fi provoca în mod normal, în timp ce corelația dintre amenințare și protecție poate fi mai mult sau mai puțin voalată, ceea ce o deosebește de un act mai direct de șantaj.
Înșelăciunea este adesea asociată cu crima organizată. Termenul a fost introdus de Asociația angajatorilor din Chicago în iunie 1927, într-o declarație despre influența crimei organizate asupra sindicatului Teamsters.

### Servicii de transport
Acolo unde taxiurile, autobuzele și alți furnizori de servicii de transport sunt strict reglementate sau monopolizate de către guvern, în mod normal, o piață neagră ia naștere, pentru a asigura transportul în comunitățile slab deservite sau cu prețuri exorbitante. În Statele Unite, unele orașe restricționează intrarea pe piața taxiurilor cu un sistem de medalioane (taxiurile trebuie să obțină o licență specială și să o afișeze pe un medalion din vehicul). În majoritatea acestor jurisdicții este legală vânzarea medalioanelor, dar oferta limitată și prețurile ridicate ale acestora  au condus spre o piață a transportului în comun fără licență/operațiune ilegală de taximetrie. De exemplu, în orașul  Baltimore, aflat în Maryland, se obișnuiește ca persoanele fizice să furnizeze servicii ilegale de taximetrie pentru locuitorii orașului.

### Închirierea locuințelor
Acolo unde guvernul își exercită controlul asupra chiriilor este posibilă existența unei piețe negre pentru locuințe. Un exemplu ilustrativ în acest sens este Regatul Unit unde se practică subînchirierea ilegală de locuințe sociale în care chiriașul oferă spre închiriere locuința în mod ilegal percepând o chirie mai mare. În Suedia, contractele de închiriere cu chirie reglementată pot fi cumpărate de pe piața neagră,  fie de la chiriașul actual, fie uneori direct de la proprietar. Proprietarii locuințelor sunt ajutați în desfășurarea a astfel de tranzacții de către dealerii cu experiență în domeniu care activează pe piața neagră.

### Medicamente contrafăcute, componente esențiale pentru avioane și automobile
Medicamentele și componentele de bază pentru avioane și automobile (de exemplu: frâne, piese de motor etc.) sunt contrafăcute pe scară largă. 

### Protecția drepturilor de autor în domeniul media
Vânzătorii ambulanți din țările în care există o aplicare redusă a legii drepturilor de autor, în special în Asia și America Latină, vând adesea copii de filme, muzică CDs, și software cum ar fi jocuri video, uneori chiar înainte de lansarea oficială a titlului. Un falsificator determinat, care dispune de câteva sute de dolari, poate face copii identice din punct de vedere digital cu un original fără pierderi de calitate, de îmbunătățiri ale DVD-Rom și CD-Rom, sau  disponibilitate a copiilor pe Internet, deoarece majoritatea tehnologiilor de protecție la copiere  fac ca acest lucru să fie ieftin și ușor de făcut.
Deținătorii drepturilor de autor și alți susținători ai legilor privind drepturile de autor au găsit acest fenomen greu de oprit chiar si cu ajutorul instanței, deoarece operațiunile sunt distribuite si răspândite,  traversând granițele naționale și, prin urmare, sistemele juridice. Deoarece informațiile digitale pot fi copiate în mod repetat, fără pierderi de calitate și transmise electronic cu un cost redus sau inexistent, valoarea efectivă de piață subterană a mass-media este zero, aceasta distingându-se de aproape toate celelalte forme de activitate economică subterană. Aceasta problemă are ca punct de pornire indiferența larg răspândită față de aplicarea legii dreptului de autor, atât cu guvernele, cât și cu publicul în general. Furtul unei mașini este perceput ca o  crimă în ochii majorității oamenilor, in timp ce procurarea unor copii neautorizate de muzica sau jocuri nu este. În plus, nu toți oamenii sunt de acord⁠(d) cu legile privind drepturile de autor, deoarece aceștia consideră că în acest fel se anihilează competiția, permițând deținătorului drepturilor de autor să monopolizeze în mod eficient industriile conexe. Deținătorii de drepturi de autor pot folosi, de asemenea, codificarea regiunală pentru a deosebi între anumite populații din punct de vedere al prețurilor și al disponibilității..
Deși furtul de mașini și nerespectarea drepturilor de autor au anumite similitudini , acestea nu sunt întru totul identice. Furtul de mașini constă în sustragerea  unui articol de la proprietarul său, cu scopul de a fi vândut unei alte persoane. Dacă analizăm din aceeași perspectivă, pirateria media poate fi considerată o infracțiune, însă fără sustragerea unui bun fizic, ci doar prin duplicarea conținutului media în original. Legea privind încălcarea drepturilor de autor consideră ilegale chiar și casetele de tip  mix-tape și alte asemenea materiale copiate pe bandă sau disc. Deținătorii de drepturi de autor susțin că, de cele mai multe ori, profitul obținut în urma unor astfel de duplicări ajunge în buzunarul celor care le piratează. Cu toate acestea, se face presupunerea nefondată că cei care piratează ar cumpăra materialul protejat prin drepturi de autor dacă nu ar fi fost disponibil prin partajarea fișierelor sau prin alte mijloace. Deținătorii drepturilor de autor spun, de asemenea, că au muncit pentru realizarea materialului protejat, avantajele obținute de pe urma acestuia revenindu-le lor. Nu s-au găsit alte metode de a recompensa artiștii pentru munca lor decât drepturile de autor, iar mulți dintre ei se bazează doar pe asta, neavând o sursă alternativă de venit sau un alt loc de muncă. Mulți artiști și producători de film au acceptat rolul pirateriei în distribuția media. Răspândirea materialelor prin partajarea fișierelor este o modalitate de a face publicitate pentru artiști și încurajează formare grupurilor de fani, care și-ar putea dori la un moment dat să-l vadă pe interpret live  (performanțele live produc cea mai mare parte a veniturilor artiștilor de succes,  însă nu toți artiștii pot face spectacole live, de exemplu: fotografii au de obicei o singură sursă de venit: acordarea de licențe pentru fotografiile lor).

### Moneda
Chiar și banii pot circula pe o piață neagră. Banii pot fi schimbați cu o sumă diferită din aceeași monedă dacă au fost achiziționați ilegal și trebuie spălați înainte de a fi utilizați. Banii contrafăcuți pot fi vânduți pentru o sumă mai mică de monedă autentică. 
Rata de schimb între o monedă locală și o monedă străină poate face obiectul unei piețe negre, fiind deseori descrisă drept „rată de schimb paralel” sau în alți termeni similari. Acest lucru se poate întâmpla din unul sau mai multe motive:
- Guvernul stabilește ("fixează") moneda locală la un nivel arbitrar la o altă monedă care nu reflectă adevărata sa valoare de piață. Anumite achiziții de valută pot fi permise la cursul oficial; în caz contrar, se aplică un curs mai puțin favorabil pe piața neagră.
- Guvernul îngreunează sau interzice cetățenilor săi deținerea unor sume mari, sau a oricărei valute străine.
- Guvernul taxează în mod oficial schimbul monedei locale cu o altă monedă sau invers.

Un guvern poate stabili oficial cursul de schimb al monedei sale cu cel al altor valute „mai dure”. Atunci când face acest lucru, această acorare poate supraevalua moneda locală în raport cu valoarea sa de piață dacă ar fi o monedă flotantă . Cei care dețin moneda mai grea, de exemplu lucrătorii expatriați, pot folosi piața neagră pentru a cumpăra moneda locală la cursuri de schimb mai bune decât cele pe care le pot obține oficial.
În situații de instabilitate financiară și inflație, cetățenii pot înlocui moneda locală cu o monedă străină. Dolarul american este considerat ca fiind o monedă relativ stabilă și sigură și este adesea folosit în străinătate ca o a doua monedă. În 2012, se credea că circulau în străinătate 340 de miliarde de dolari, aproximativ 37%  din totalul monedei americane. Cel mai recent studiu privind cantitatea de valută ce se află în străinătate sugerează că doar 25% din moneda Statelor Uite ale Americii se afla în străinătate în 2014. Înlocuirea pe scară largă a monedei americane cu moneda locală este cunoscută sub denumirea de dolarizare de facto și a fost observată în țările în tranziție precum Cambodgia  și în unele țări din America Latină. Unele țări, cum ar fi Ecuador, au renunțat la moneda locală și folosesc dolari americani, proces cunoscut sub numele de "dolarizare de jure" . (Vezi, de asemenea, exemplul cediului ghanez din anii 1970 și 1980).
În cazul în care obținerea unei valute străine de către cetățenii locali este dificilă sau ilegală,  aceștia vor plăti o primă pentru a o achiziționa. Moneda Statelor Unite ale Americii este privită ca un depozit de valoare relativ stabil și, deoarece nu lasă urme de hârtie,  este, de asemenea, un mijloc convenabil de schimb atât pentru tranzacții ilegale, cât și pentru venituri nedeclarate atât în SUA, cât și în străinătate.
Mai recent, criptomonede precum bitcoin au fost folosite ca mijloc de schimb în tranzacțiile de pe piața neagră. Criptomonedele sunt uneori preferate în detrimentul monedelor centralizate datorită naturii lor anonime și capacității lor de a fi tranzacționate pe internet.

### Combustibilul
În UE, nu este ilegal ca o persoană sau o întreprindere să cumpere combustibil dintr-un membru al UE pentru uz propriu în alt stat membru, dar, ca și în cazul altor bunuri, taxa va fi plătită, în general, de către clientul final la locul fizic în care a efectuat achiziția. 
Între Republica Irlanda și Irlanda de Nord, a existat adesea o piață neagră a benzinei și motorinei. Direcția de contrabandă se poate schimba în funcție de variația taxelor și a cursului de schimb dintre euro din Republica (și anterior punt ) și lira sterlină a Irlandei de Nord; într-adevăr, uneori motorina va fi introdusă ilegal într-o direcție și benzina în cealaltă. 
În unele țări, motorina pentru vehiculele agricole sau pentru uz casnic este impozitată la o cotă mult mai mică decât cea pentru alte vehicule. Acesta este cunoscut sub numele de combustibil vopsit, deoarece se adaugă un colorant, astfel încât să poată fi detectat dacă este utilizat în alte vehicule (de exemplu, un colorant roșu în Regatul Unit, un colorant verde în Irlanda). Economiile sunt suficient de atractive pentru a crea o piață neagră a motorinei pentru agricultură, care conform estimărilor din 2007, a costat anual 350 de milioane de lire sterline în Regatul Unit sub formă de taxe pierdute.
În țări precum India și Nepal, prețul combustibilului este stabilit de guvern, iar vânzarea acestuia la un preț mai mare este ilegală. În timpul crizei petroliere din Nepal, comercializarea la negru a combustibilului a devenit o practică obișnuită, în special în timpul lipsei de benzină. Uneori, oamenii stăteau la coadă ore întregi sau chiar peste noapte pentru a obține combustibil. Se presupune că operatorii de pompe de benzină au acaparat combustibilul și l-au vândut comercianților la negru. Piața neagră în ceea ce privește  vehiculele/combustibilul pentru gătit a devenit larg răspândită în timpul blocadei din Nepal din 2015 ; chiar și după ce a fost atenuată și au reluat importurile de benzină, oamenii nu au primit combustibilul așa cum era prevăzut și au recurs la crearea unei piețe negre.

### Jucăriile sexuale
În unele țări, inclusiv Arabia Saudită, Tailanda și India, jucăriile sexuale sunt ilegale și sunt vândute ilicit, fără a respecta reglementările privind siguranța, și altele. Printre platformele folosite în scopul vânzării de jucării sexuale pe piața neagră se numără site-urile web de licitații online ce permit clienților să interacționeze între ei și paginile private de pe site-urile de social media. În locurile de de desfășurare a pieței negre din Cambodgia, atât jucăriile sexuale cât și produsele afrodisiace au fost confiscate. S-a sugerat că, o piață neagră în acest sector ar putea lua amploare în cazul în care eforturile din America de Nord de a interzice roboții sexuali cu aspect realist ar avea succes.

## Crima organizată
Oamenii care activează pe piața neagră își pot conduce afacerea ilegală în umbra uneia legale.
În funcție de locația geografică, de cele mai multe ori, anumite tipuri de produse ilegale sunt comercializate pentru a putea fi ulterior folosite în producerea altora, . 

## Cauze

### Războaie
Piețele negre înfloresc în timpul războiului . Statele implicate în război total sau în alte războaie extinse la scară largă impun adesea restricții privind utilizarea resurselor critice necesare pentru efortul de război, cum ar fi alimente, benzină, cauciuc, metal etc., de obicei prin raționare . Apoi se dezvoltă o piață neagră pentru a furniza bunuri raționale la prețuri exorbitante. Raționalizarea și controlul prețurilor impuse în multe țări în timpul celui de-al Doilea Război Mondial au încurajat activitatea pe scară largă a pieței negre. Una dintre sursele de carne de pe piața neagră în condițiile raționalizării în timpul războiului a fost reprezentată de fermierii care au declarat Ministerului Agriculturii și Industriei Alimentare mai puține nașteri de animale domestice decât s-au întâmplat de fapt. O altă sursă în Marea Britanie a fost reprezentată de livrările din SUA, destinate doar utilizării în bazele armatei americane de pe teritoriul britanic, dar care s-au scurs în piața neagră britanică autohtonă.
De exemplu, la 17 februarie 1945, membrii Parlamentului Regatului Unit, , au declarat că „întreaga producție de curcani din Anglia de Est a ajuns pe piața neagră” și că „urmărirea penală [pentru comercializarea la negru] era ca și cum ai încerca să oprești o scurgere într-un cuirasat”, și se spunea că prețurile oficiale ale unor astfel de alimente erau stabilite la un nivel atât de scăzut, încât producătorii lor își vindeau adesea produsele pe piața neagră la prețuri mai mari; o astfel de cale (văzută ca funcționând la piața din Diss, Norfolk ) era să vândă păsări de curte vii membrilor publicului; fiecare cumpărător semna un formular prin care promitea să cumpere păsările pentru a le crește, dar apoi le ducea acasă pentru a le mânca.
În timpul războiului din Vietnam, soldații americani cheltuiau certificate de plată militară apelând la servicii de curățenie și divertisment sexual.  De asemenea, dacă un civil vietnamez dorea ceva greu de procurat, îl cumpăra cu preț dublu de la unul dintre soldați, care avea carnet de rație lunară și avea astfel acces la magazinele militare. Tranzacțiile se făceau prin intermediul menajerelor de la bază la populația locală. Deși aceste activități erau ilegale, armata urmărea penal doar comercializanții ilegali prinși în flagrant sau cei care acționau la scară largă.

### Legi și reglementări
Interzicerea alcoolului este un exemplu clasic care favorizează formarea unei piețe negre. Când o astfel de lege dispare, la fel dispare și piața neagră. Taxele pe viciu – taxe percepute pe produse considerate dăunătoare, cum ar fi alcoolul și tutunul – pot crește oferta de pe piața neagră. Un argument pentru legalizarea marijuanei este eliminarea pieței negre, ceea ce face ca taxele din acest tip de economie să fie disponibile pentru guvern. 